# Mała elektrownia wodna

Elektrownia wodna - schemat. A - zbiornik wodny, B - budynek siłowni, C - turbina, D - generator, E - kratownica, F - kanał doprowadający, G - transformator, H - rzeka

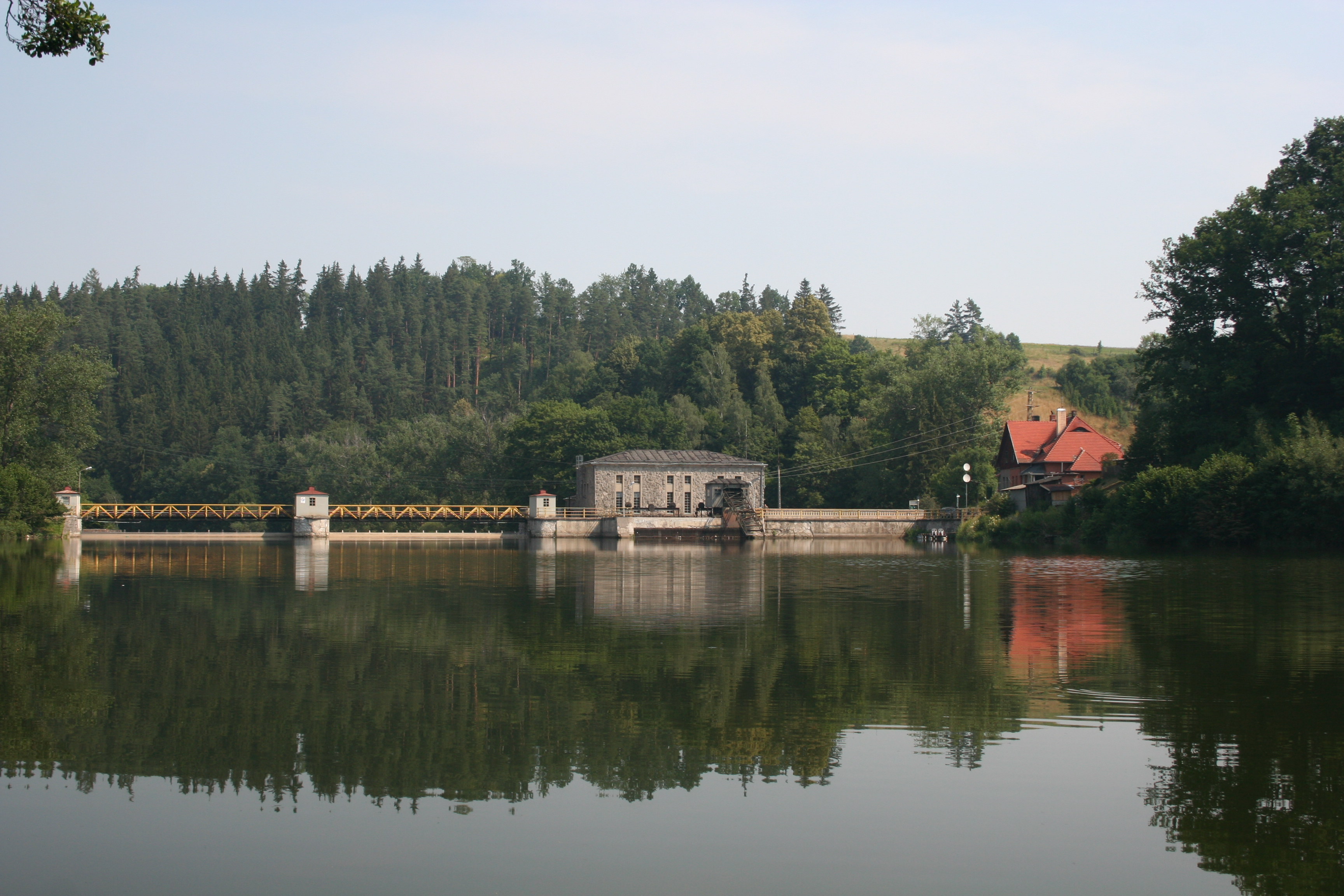
Elektrownia wodna Wrzeszczyn na Jeziorze Wrzeszczyńskim o mocy 4,2 MW.

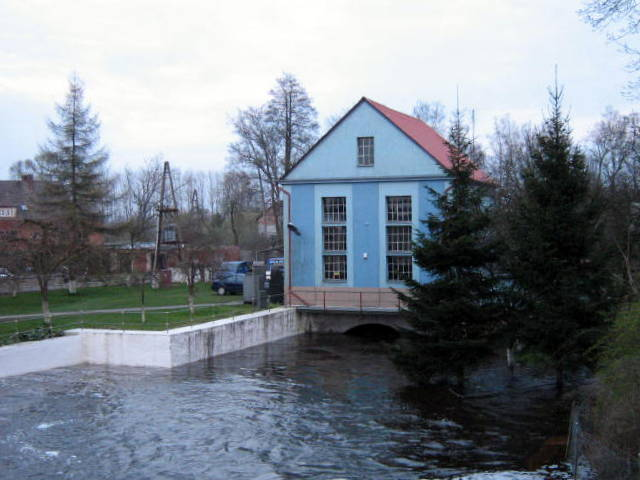
Mała elektrownia wodna "Trzebiatów I" na Młynówce

Mała elektrownia wodna (MEW) – elektrownia wodna o mocy zainstalowanej poniżej 5 MW. To kryterium stosuje się w Polsce oraz w niektórych krajach Europy zachodniej. Europejskie Stowarzyszenie Małych Elektrowni Wodnych (ESHA) oraz definicja MEW przyjęta przez Komisję Europejską wyznacza górną granicę mocy zainstalowanej na poziomie 10 MW. W większości państw Unii Europejskiej do małych elektrowni zalicza się te o mocy do 10 MW, poza krajami skandynawskimi, Szwajcarią i Włochami, gdzie za "małe" uznaje się elektrownie do 2 MW.
Małe elektrownie wodne wykorzystują środowisko przyrodnicze, stąd mają licznych zwolenników i przeciwników. Uznawane są za odnawialne źródła energii, a ich właściciele uzyskują certyfikat wytworzenia tzw. zielonej energii. Towarzyszące elektrowni wodnej urządzenia hydrotechniczne oraz sama elektrownia wpływają, zarówno korzystnie jak i niekorzystnie, na bilans hydrologiczny i geomorfologiczny okolicy oraz biocenozę rzeki.
Energetyka wodna jest jednym z najstarszych sektorów OZEźródeł energii odnawialnej (była używana w młynach wodnych już od czasów starożytnych). Na ten moment na świecie ponad 20% energii elektrycznej produkuje się właśnie na bazie energii spadku wód, przede wszystkim śródlądowych, ale też pływów morskich i fal oraz energii cieplnej oceanów. Najwięcej bo aż ponad 98% swojej energii elektrycznej z elektrowni wodnych uzyskuje Norwegia, a tuż za nią plasują się takie państwa, jak: Kanada, Brazylia, czy Wenezuela, w których udział ten wynosi ponad 50%. Do tego energia wodna stanowi w Europie największe źródło energii odnawialnej (pokrywa ok. 25% zapotrzebowania na energię), a małe hydroelektrownie o mocy do kilkuset kW są obecnie najszybciej rozwijającą się formą pozyskiwania energii z wody i są coraz powszechniej stosowane nie tylko na starym kontynencie, ale i na całym świecie.

## Budowa
Na małą elektrownię wodną składa się:
- próg piętrzący rzekę: stały (piętrzący wodę do stałego poziomu) lub ruchomy (o zmiennej wysokości piętrzenia poziomu wody),
- budynek elektrowni z siłownią (urządzenia elektryczne produkcyjne i przesyłowe, turbiny),
- kanał doprowadzający i odprowadzający wodę z turbin,
- opcjonalnie: przepławka.

W MEW najczęściej stosowane są turbiny wodne:
- Archimedesa
- Kaplana
- Francisa
- Peltona – rzadko

## Wady i zalety MEW
Zalety małych elektrowni wodnych
- nie zanieczyszczają środowiska i mogą być instalowane w licznych miejscach na małych ciekach;
- zwiększają tzw. małą retencję wodną (poziom wód gruntowych) na obszarze powyżej progu;
- zmniejszają erozję denną powyżej progu;
- nie wymagają licznego personelu i mogą być sterowane zdalnie
- rozproszenie w terenie skraca odległość przesyłu energii i zmniejsza związane z tym koszty;
- wysokie dotacje i korzystne warunki kredytowania budowy MEW.

Wady małych elektrowni wodnych
- powstanie długiej cofki (przeciętnie kilkaset metrów) powyżej progu: zamulenie koryta, pogorszenie jakości wody i jej zdolności do samooczyszczania, przegrzewanie się wody w rzece w okresie upałów, zmniejszenie natlenienia wody, osadzanie i kumulowanie się na dnie mułu, zanieczyszczeń, substancji toksycznych;
- naruszenie równowagi biologicznej rzeki i zubożenie ekosystemu wodnego: zanik gatunków ryb prądolubnych i zimnolubnych w obszarze cofki, podział jednolitej populacji ryb na dwie subpopulacje powyżej i poniżej przegrody, zanik tarlisk w obrębie oddziaływania MEW;
- uniemożliwienie migracji ryb (przy braku przepławki) lub drastyczne utrudnienie ich migracji (przy istniejącej przepławce) – jako podstawowej funkcji życiowej organizmów wodnych;
- problemy w korycie poniżej przegrody: zwiększenie erozji dennej, zanik żwiru, obniżenie dna rzeki oraz poziomu wód gruntowych;
- niska wydajność energetyczna w porównaniu z innymi odnawialnymi źródłami energii
- niestabilność dostaw prądu do sieci, związana z wahaniami przepływów w rzece;
- uszkodzenia ryb przechodzących przez niektóre rodzaje turbin;
- protesty społeczne towarzyszące budowie i eksploatacji MEW.

Projektowanie i budowanie przydomowych elektrowni wodnych jest nie tylko pracochłonnym, ale i kosztownym zajęciem. Bowiem większość wydawanych decyzji oraz pozwoleń jest odpłatna, zapłacić należy również za nabycia praw do użytkowania nieruchomości (nieruchomością będącą własnością Skarbu Państwa jest każdy grunt pokryty wodami płynącymi i najczęściej także budowlą piętrzącą), jak i sporządzenie niezbędnej dokumentacji budowlanej i technologicznej.

## Podział MEW
W ramach małej energetyki wodnej wyróżnić można trzy zasadnicze grupy jednostek wytwórczych, o diametralnie różnej charakterystyce. Są to:
- Mikroelektrownie wodne - obiekty osiągające moc do 300 kW, zlokalizowane głównie już na istniejących stopniach wodnych, wykorzystujące stare siłownie młynów, tartaków i tym podobnych budowli. Obiekty te mają duże znaczenie dla gospodarki wodnej, tworzą bowiem dodatkową retencję, a stopnie wodne i koryto rzeki są modernizowane i mają zapewnioną profesjonalną eksploatację. Elektrownie te przyłączane są do sieci niskiego napięcia, co pozwala na bezpośrednie użytkowanie energii elektrycznej w nich wyprodukowanej. Możliwość bezpośredniego wykorzystania produkowanej energii bez konieczności jej transformowania na poziom wyższy napięcia w zdecydowany sposób zmniejsza straty przesyłowe. W Polsce w 2003 eksploatowanych było 470 takich obiektów.

Jednocześnie pojawia się coraz więcej głosów krytycznych, że starego typu małe elektrownie wodne powodują więcej szkód w ekosystemie wodnym, niż pożytku.
- Minielektrownie wodne - osiągają moc od 301 kW do 1 MW. Charakteryzują się podobnymi cechami jak mikroelektrownie, choć ze względu na większą moc są w większości wyposażone w automatyczny system sterowania i współpracy z siecią lokalną. W większości wyposażone są we własne stacje transformatorowe, energię przesyłają w znacznej części do odbiorców lokalnych na niskim i średnim napięciu.
- Małe elektrownie wodne - osiągają moc od 1 MW do 5 MW. W większości są to obiekty hydrotechniczne, które nie zostały zlikwidowane w okresie powojennym i utrzymane zostały w eksploatacji zakładów energetycznych. Stan techniczny i poziom wyposażenia w systemy automatycznego sterowania i monitorowania parametrów pracy elektrowni jest zróżnicowany. Niewiele takich elektrowni może pracować bezobsługowo. W bilansie energetycznym stanowią liczące się odnawialne źródło energii elektrycznej. W Polsce pozostało niewiele lokalizacji, które pozwoliłyby uzyskać tak duże moce zainstalowane, dlatego w tej grupie MEW nie należy oczekiwać dużego rozwoju. Na terenie Polski w 2003 pracowało około 50 jednostek tego typu.

W Polsce działa od 1988 Towarzystwo Rozwoju Małych Elektrowni Wodnych skupiające właścicieli i sympatyków małych elektrowni wodnych. Stowarzyszenie prowadzi swoją działalność zarówno w skali ogólnopolskiej jak i regionalnej, a także posiada rozbudowaną sieć kontaktów z krajowymi oraz europejskimi ośrodkami naukowymi. Jest członkiem Europejskiej Federacji Energii Odnawialnej